# Laphria hradskyi
Laphria hradskyi är en tvåvingeart som beskrevs av Young 2008. Laphria hradskyi ingår i släktet Laphria och familjen rovflugor. Inga underarter finns listade i Catalogue of Life.